# Diecezja Zachodnich Stanów Zjednoczonych (katolikosat Eczmiadzyna)
Diecezja Zachodnich Stanów Zjednoczonych – jedna z dwóch diecezji Apostolskiego Kościoła Ormiańskiego w hrabstwie Los Angeles w Stanach Zjednoczonych. Jej siedzibą jest Burbank. Podlega katolikosowi Eczmiadzyna (druga zachodnioamerykańska diecezja znajduje się w jurysdykcji katolikosa cylicyjskiego).
Biskupem diecezji (2022) jest Hownan Derderian.